# Raimondo Orsini del Balzo

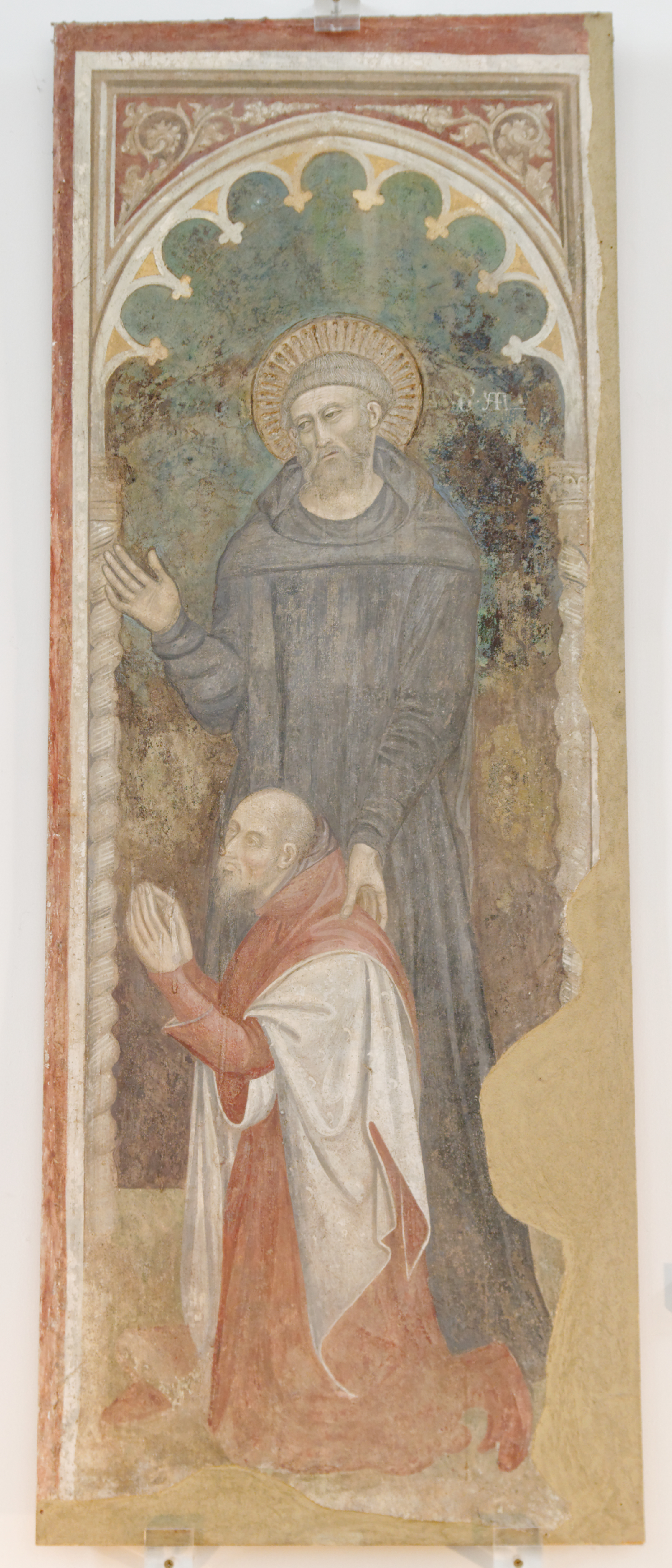
Raimondo (kniend) in einem Fresko im Castel Nuovo in Neapel

Das Wappen Orsini del Balzo

Raimondo Orsini del Balzo (* 1350/55 in Tarent; † 17. Januar 1406), (auch Raimondello oder Ramondello), war ein wichtiger Adliger des Königreichs Neapel. Er war Graf von Soleto (1382), Herzog von Benevent (1385–1401), 14. Fürst von Tarent (1393–1406), Graf von Lecce (1401–06), Herzog von Bari, Konstabler des Königreiches Neapel und ab 1389 Gonfaloniere der Heiligen Römischen Kirche.

## Leben
Raimondello war der zweite Sohn von Nicola Orsini di Nola (1331–1399), 3. Graf von Soleto, 4. Graf von Nola, großer Scharfrichter und Gerichtsschreiber des Königreichs Neapel und Maria del Balzo, Tochter von Francesco I del Balzo, 1. Herzog von Andria und Margarete von Anjou.
Raimondellos Großvater war Roberto Orsini di Nola (1295–1345), 2. Graf von Nola, großer Scharfrichter von Neapel und seine Großmutter war die Erbin Sveva del Balzo (Anfang des 14. Jahrhunderts geboren), Gräfin von Soleto, Erbin von des Baux, (später wurde die Familie mit dem Namen del Balzo Orsini bekannt). Sein Bruder Roberto war der 5. Graf von Nola († 1400) und hinterließ nur uneheliche Erben. Eine seiner Schwestern, Sveva, heiratete Francesco del Balzo, Herzog von Andria.
Raimondo war ein Abenteuerer, Krieger und Kreuzritter und vermischte bedenkenlos Raub und Frömmigkeit 1384 heiratete Raimondello Maria von Enghien (* 1367; † 9. Mai 1446), Gräfin von Lecce, Tochter und (nach ihrem Bruder) Erbin ihres Vaters des Grafen Johann von Enghien, Lord von Nivelles, Presle, Omophita und Diskoria und seiner Frau Bianca del Balzo der Grafen von Andria.
Raimondello wurde der reichste italienische feudale Herr seiner Zeit. Das Fürstentum Tarent schloss die Hälfte des Königreiches Neapel ein, und der Fürst herrschte fast unabhängig vom König. Aus diesem Grund, gab es einen Kampf zwischen Raimondello und König Ladislaus von Neapel, der nach Raimondos Tod über das Fürstentum herrschte, indem er Maria von Enghien heiratete.

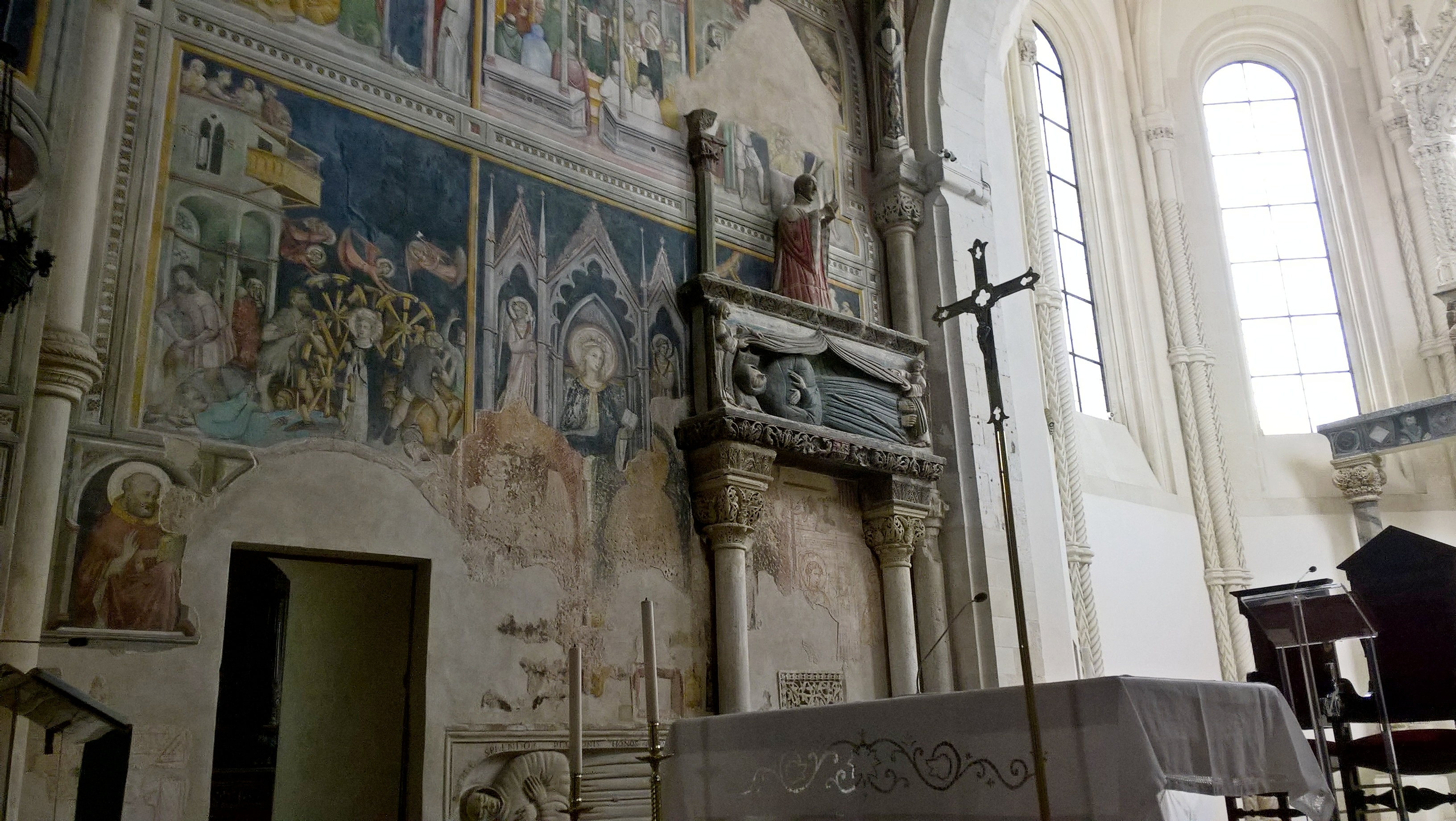
Altarraum und Sarkophag von Raimondo Orsini del Balzo

1384 erhielt Raimondello von Past Urban VI. die Erlaubnis für die Erweiterung der schon existierenden byzantinischen Kirche Santa Caterina d’Alessandria aus dem 13. Jahrhundert mit angrenzendem Kloster und Krankenhaus in Galatina, die 1391 fertiggestellt wurde.
Raimondello starb überraschend am 17. Januar 1406. Seine Frau Maria von Enghien ließ nach 1420 im Presbyterium der Basilika Santa Caterina d’Alessandria von Galatina, ein Meisterwerk franziskanischer Kunst, ein Grabdenkmal für ihren ersten Mann errichten. Raimondo wird im Todesschlaf mit Franziskanerkutte dargestellt. Darüber erscheint der Fürst noch einmal kniend mit vereinten Händen.

## Nachkommen
Seine Kinder mit Maria:
- Giovanni Antonio Orsini del Balzo (1386–1463), Fürst von Tarent, Herzog von Bari, Graf von Lecce, Acerra, Soleto, Conversano, 1443 Graf von Matera und 1453 von Ugento; ⚭ Anna Colonna, Nichte von Papst Martin V.; verstarb ohne männliche Erben
- Gabriele del Balzo Orsini (1404–1453/54), 1434 Graf von Ugento, 1441 1. Herzog von Venosa, Graf von Lecce, neapolitanischer General und Admiral; ⚭ 1431 Giovanna (Ippolita) Caracciolo del Sole aus dem Haus Melfi; verstarb ohne männliche Erben
- Maria del Balzo Orsini (* um 1400; † 1413), verheiratet mit Antonio Acquaviva, zweiter Herzog von Atri
- Katharina del Balzo Orsini (* um 1400; † 1429), auch als Katharina von Tarent bekannt, verheiratet mit Bartholomeo (alias Tristan) von Chiaromonte (de Clermont); Ritter der französischen Familie Clermont-Lodève. Tristan wurde durch die Mitgift seiner Frau Graf von Copertino. (Katharina del Balzo Orsini, die in der gleichen Zeit lebte und mit Giulio Antonio von Aragona und von Acquaviva, Herzog von Atri, verheiratet war und als Mitgift Casamassima und Conversano in die Ehe mitbrachte, war anscheinend nicht dieselbe Katharina, sondern eine Verwandte, vielleicht die Tochter von Giovanni Antonio oder von Gebriel, Herzog von Venosa.)

## Auszeichnung

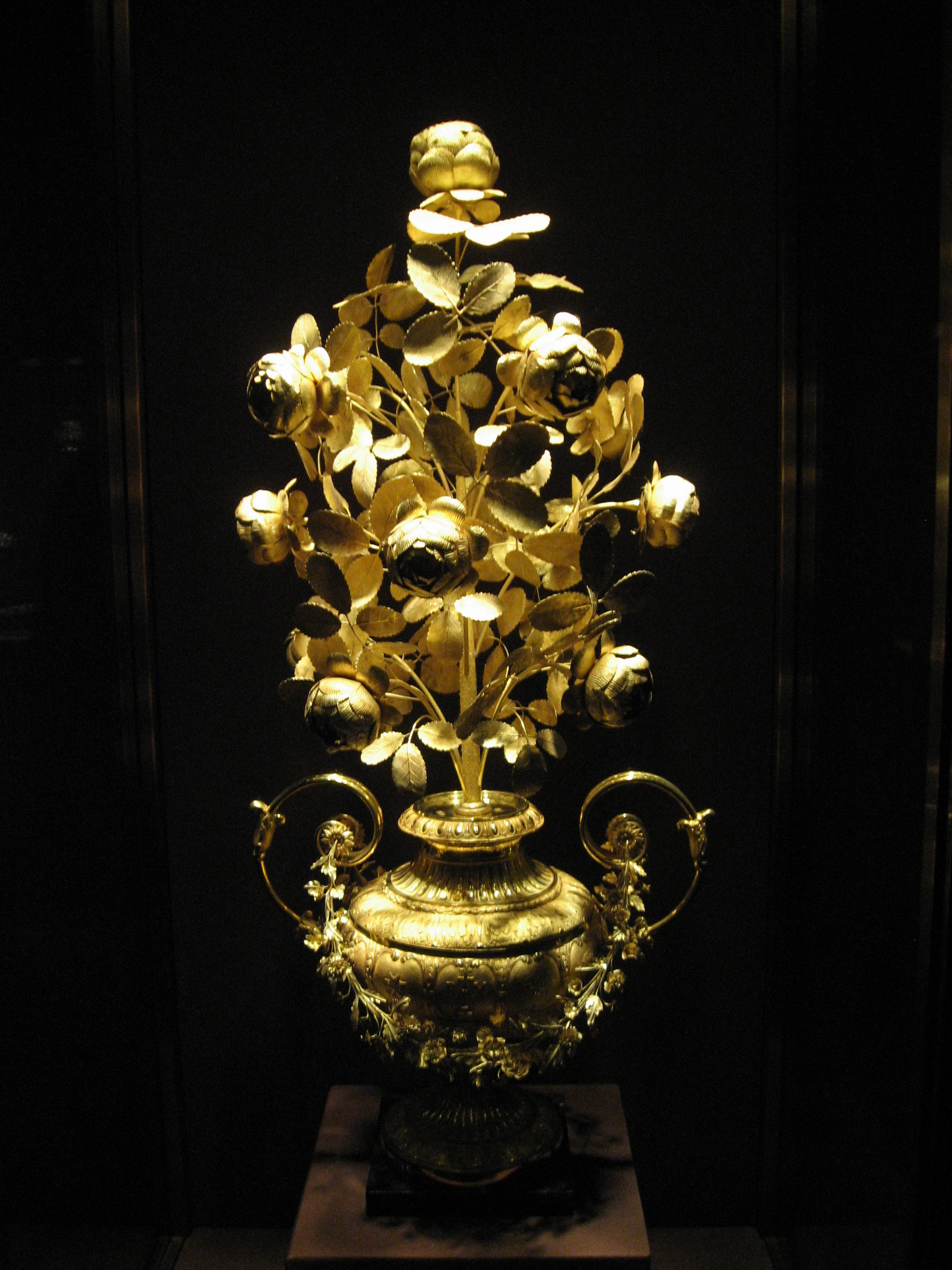
Goldene Rose von Giuseppe und Pietro Paolo Spagna. Rom, um 1818/19 in der Wiener Schatzkammer

Papst Urban VI. schenkte Raimondo Orsini del Balzo im Petersdom in Rom die Goldene Rose und machte ihn zum Gonfaloniere der Heiligen Römischen Kirche, weil er ihn in Nocera von den Heiden befreit hatte.